# Nechamandra alternifolia
Nechamandra alternifolia (Roxb. ex Wight) Thwaites – gatunek słodkowodnych roślin z rodziny żabiściekowatych (Hydrocharitaceae), jedyny przedstawiciel monotypowego rodzaju Nechamandra. Występuje w Azji, na obszarze od subkontynentu indyjskiego do południowo-wschodnich Chin.

## Morfologia
PokrójRośliny wodne, zanurzone.
ŁodygaŁodygi wydłużone, smukłe, bardzo rozgałęzione.
LiścieUlistnienie skrętoległe, zwykle naprzeciwległe u nasady pędu. Liście równowąskie, o wymiarach 20–70×1–1,5 mm, ostre, o bardzo drobno ząbkowanych brzegach. Użyłkowanie liścia równoległe.
KwiatyRośliny dwupienne, kwiaty jednopłciowe. Od 60 do 100 bardzo drobnych kwiatów męskich zebranych jest w kwiatostan wsparty jajowatą, błoniastą pochwą o dwuklapowym wierzchołku. Kwiaty męskie osadzone są na szypułkach o długości 0,6 mm i zbudowane z podwójnego okwiatu, złożonego z 3 białych, niemal przezroczystych, jajowatych działek kielicha i 3 małych płatków korony o tej samej wielkości, oraz 2–3 pręcików o smukłych nitkach o długości 0,3 mm. Kwiaty żeńskie pojedyncze, siedzące, wsparte podługowatą, rurowatą pochwą o długości około 5 mm. Okwiat jak u kwiatów męskich. Zalążnie podługowate, spłaszczone, o długości 5–10 mm, tworzące wierzchołkowo dzióbek, przechodzące w 3 gęsto owłosione szyjki słupków.
OwoceJajowato-podługowate lub równowąskie, zawierające liczne, drobne, podługowate nasiona.

## Biologia i ekologia
RozwójWodne geofity ryzomowe (hydrogeofity), elodeidy. Kwitną i owocują od września do października.
SiedliskoStawy, jeziora, a także cieki wodne o wolnym biegu.
GenetykaLiczba chromosomów 2n = 14.

## Systematyka
Gatunek należy do monotypowego rodzaju Nechamandra, wyróżnionego w obrębie podrodziny Hydrilloideae wchodzącej w skład rodziny żabiściekowatych (Hydrocharitaceae).